# 15-ös busz (Tatabánya)
A tatabányai 15-ös jelzésű autóbusz az Omega Park és a Töhötöm vezér utca között közlekedik. A vonalat a T-Busz Tatabányai Közlekedési Kft. üzemelteti.

## Története
A buszvonalat 2018. január 1-jén indította el Tatabánya új közlekedési társasága, a T-Busz Kft.

## Útvonala
| Töhötöm vezér utca felé | Omega Park felé |
| --- | --- |
| Omega Park – Bárdos Lajos utca – Összekötő út – Köztársaság útja – Győri út – Mozdony utca – Jedlik Ányos utca – Autóbusz-állomás (22) – Ond vezér utca – Győri út – Huba vezér utca – Győri út – Töhötöm vezér utca | Töhötöm vezér utca – Töhötöm vezér utca – Győri út – Ond vezér utca – Jedlik Ányos utca – Autóbusz-állomás (12) – Jedlik Ányos utca – Mozdony utca – Győri út – Köztársaság útja – Összekötő út – Bárdos László utca – Omega Park |

## Megállóhelyei
| 0  | Omega Park végállomás         | 13 | 1, 1G, 2, 4, 4E, 5, 5P, 6, 10, 11, 16, 52, 52I, 55 8410, 8442 |
| 2  | Összekötő út                  | 11 | 2, 5, 5P, 6, 16, 52, 52I, 55, 59B 8406, 8410, 8421, 8422, 8423, 8432, 8435, 8436, 8437, 8442, 8443 |
| 3  | Kodály Zoltán Iskola          | 10 | 5, 5P, 6, 8, 8L, 10, 16, 18, 38, 38G, 53B, 53I, 55, 57, 59B 8406, 8410, 8419, 8421, 8422, 8423, 8432, 8435, 8436, 8437, 8442, 8443, 8471 1784 |
| 5  | Köztársaság útja              | 8  | 5, 5P, 8, 8L, 8S, 18, 53I, 55 |
| 7  | A Vértes Agórája              | 6  | 5, 5P, 8, 8L, 8S, 18, 53I, 55 8410, 8421, 8422, 8423, 8432, 8435, 8436, 8437, 8442 |
| 8  | Vasútállomás                  | ∫  | 1, 1G, 2, 5, 5P, 9, 9D, 16, 26, 26R, 38, 38G, 50, 53I, 55, 57, 59B S10 G10 S12 IC, EC, EN, gyorsvonat, expresszvonat, |
| 9  | (22) Autóbusz-állomás (12)    | 4  | 1, 1G, 2, 5, 5P, 9, 9D, 10, 11, 16, 26, 26R, 50, 55, 57, 70 770, 8400, 8401, 8402, 8403, 8406, 8410, 8421, 8422, 8423, 8432, 8435, 8436, 8437, 8441, 8444, 8460, 8462, 8464, 8471, 8472, 8479 1702, 1758, 1784, 1824, 1841, 1842, 1843, 1844, 1845, 1848, 1850, 1851, 1852 S10 G10 S12 IC, EC, EN, gyorsvonat, expresszvonat, |
| 11 | Piac tér                      | 2  | 2, 5P, 10, 11, 38, 38G, 55, 57 8400, 8401, 8462 |
| 13 | Töhötöm vezér utca végállomás | 0  | 2, 3, 3A, 3G, 3L, 5P, 10, 11, 38, 38G, 53, 53B, 53I, 57 8400, 8401, 8462 |